# Красовская, Елена Александровна
Елена Александровна Красовская (род. 29 мая 2000, Миасс) — российская спортсменка, специализирующаяся в спортивном скалолазании, чемпионка мира (2016) и финалистка летних юношеских Олимпийских игр (2018). Является мастером спорта международного класса России.

## Биография
Елена родилась 29 мая 2000 в Миассе.
С 5 лет занималась в цирковом коллективе, что, по словам Елены, способствовало развитию координационных способностей и гибкости. Пробовала себя в горнолыжном спорте.
 Хочется сказать об Алевтине Ивановне. Она - Учитель. Это касается не только спортивного мастерства, но и жизни. Это человек с огромным опытом, математик по образованию, прошедший альплагеря Советского Союза, поднимавшаяся на вершины Памира, воспитавшая сотни спортсменов, посвятившая жизнь детям и спорту. 
В скалолазании, тренером Елены стала Алевтина Ивановна Цвиренко, заслуженный тренер России, воспитавшая нескольких чемпионов мира.
В 2014 году Елена Красовская завоевала первую в своей спортивной карьере медаль Первенства Мира — бронзу в лазании на скорость среди младших девушек.
В 2015 году стала двукратным призёром Первенства Мира, завоевав серебряную медаль в боулдеринге среди младших девушек. В том же году Елена успешно выступила на Первенстве Европы среди младших девушек, став победителем в лазании на скорость и завоевав серебро в боулдеринге.

## Чемпионка Мира в Многоборье
В 2016 году, на Чемпионате Мира по скалолазанию в Париже (2016 IFSC Climbing World Championships), стала чемпионкой мира в новой олимпийской дисциплине спортивного скалолазания — женском многоборье.

## Юношеские Олимпийские игры в Буэнос-Айресе
Обидно, когда есть шансы на победу, а воспользоваться ими не получается. Конечно, мне хотелось попасть на пьедестал и очень жаль, что не все получилось так, как планировала. Теперь важно собраться с силами и двигаться дальше, ставить новые цели. Впереди год усиленных тренировок, нужно завоевать путевку в Японию, так что скоро снова в бой!
В 2018 году вместе с Луизой Емельевой получила право участия на летних юношеских Олимпийских играх в Буэнос-Айресе, где по результатам квалификации заняла третье место и вошла в шестёрку финалисток, став третьей в лазании на скорость, шестой в боулдеринге и лазании на трудность. Финал состоялся 9 октября, однако медаль завоевать не удалось: Елена стала пятой, заняв второе место в соревновании на скорость, шестое в боулдеринге и четвёртое в лазании на трудность. Возможно, на неудачном с точки зрения спортсменки результате сказалось то, что возникла задержака из-за неисправности таймера, и это выяснилось уже после того, как в первой четвертьфинальной паре Елена оказалась быстрее словенки Вита Лукан. На устранение неисправностей ушло около 15 минут, после чего был дан рестарт, и Красовская вновь оказалась лучше. Красовская отметила, что её новой целью после юношеских Игр является попадание на взрослые в 2020 году, где скалолазание также дебютирует в программе Олимпиады.

## Чемпионат и Кубок России

#### Боулдеринг
Двукратная Чемпионка России (2019, 2020).

#### Трудность
Обладатель Кубка России (2019).

#### Многоборье
Двукратная Чемпионка России (2019, 2020). Обладатель Кубка России (2019).
В скорости, боулдеринге и трудности на чемпионате России 2019 года Елена показала лучшие результаты.